# Piosenki piwnicznych kompozytorów Vol. 2 (album)
Piosenki piwnicznych kompozytorów Vol. 2 – album koncertowy artystów występujących na deskach krakowskiej Piwnicy pod Baranami.
Nagrania dokonano podczas koncertu, który odbył się w Teatrze STU w Krakowie 9 kwietnia 1989. Na płycie opatrzonej numerem 2 wydano piosenki w wykonaniu: Grzegorza Turnaua, Jacka Wójcickiego, Tamary Kalinowskiej, Anny Szałapak, Leszka Wójtowicza, Haliny Wyrodek i zespołu Piwnicy pod Baranami. W 2004 Pomaton EMI wydała podwójny album składający się z całości materiałów zarejestrowanych podczas koncertu w 1989.

## Lista utworów
| 1.  | "Pianista i ja"                                                 | 4:24  |
|     | - muz., sł. i śpiew G. Turnau                                   |       |
| 2.  | "Znów wędrujemy"                                                | 3:09  |
|     | - muz. G. Turnau, sł. K. K. Baczyński, śpiew G. Turnau          |       |
| 3.  | "Marszałek Koniew (fragment wywiadu z prof. A. Hajdeckim)"      | 6:40  |
|     | - muz. Z. Preisner, śpiew J. Wójcicki oraz zespół               |       |
| 4.  | "Pocałunki"                                                     | 2:56  |
|     | - muz. Z. Preisner, sł. W. Dymny, śpiew T. Kalinowska           |       |
| 5.  | "Musimy siać (Hymn nauczycielski)"                              | 1:42  |
|     | - muz. Z. Preisner, śpiew T. Kalinowska                         |       |
| 6.  | "Betlejem polskie"                                              | 4:03  |
|     | - muz. Z. Preisner, sł. S. Skoneczny, śpiew A. Szałapak         |       |
| 7.  | "Moja litania"                                                  | 3:36  |
|     | - muz., sł. i śpiew L. Wójtowicz                                |       |
| 8.  | "Ważne dwa słowa"                                               | 3:20  |
|     | - muz., sł. i śpiew L. Wójtowicz                                |       |
| 9.  | "Katarynka"                                                     | 4:22  |
|     | - muz. Z. Konieczny, sł. A. Osiecka, śpiew A. Szałapak i zespół |       |
| 10. | "Psalm (Chwalmy Pana)"                                          | 5:58  |
|     | - muz. Z. Konieczny, sł. A. Osiecka, śpiew A. Szałapak i zespół |       |
| 11. | "Gdzie mam się podziać w styczniu przeklętym"                   | 5:17  |
|     | - muz. Z. Konieczny, sł. O. Mandelsztam, śpiew H. Wyrodek       |       |
| 12. | "Ta nasza młodość"                                              | 4:11  |
|     | - muz. Z. Konieczny, sł. T. Śliwiak, śpiew H. Wyrodek           |       |
| 13. | "Dezyderata"                                                    | 5:31  |
|     | - muz. P. Walewski, sł. Max Ehrmann, śpiew zespół               |       |
| 14. | "Przychodzimy, odchodzimy"                                      | 2:24  |
|     | - muz. Z. Konieczny, sł. J. Jęczmyk, śpiew zespół               |       |
|     |                                                                 | 57:33 |
|     |                                                                 |       |